# 35 Aquilae
Désignations
35 Aquilae (en abrégé 35 Aql) est une étoile variable de type Delta Scuti de la constellation de l'Aigle, située à ∼ 200 a.l. (∼ 61,3 pc) de la Terre. 35 Aquilae est sa désignation de Flamsteed,  mais elle porte également la désignation de Bayer de c Aquilae et la désignation d'étoile variable de V1431 Aquilae.